# Gralhas
Gralhas ist eine Gemeinde (Freguesia) im portugiesischen Kreis Montalegre. In ihr leben 186 Einwohner (Stand 19. April 2021).